# Zarkadiá
Zarkadiá (Zarkadia) är en ort i Grekland.   Den ligger i prefekturen Nomós Kaválas och regionen Östra Makedonien och Thrakien, i den nordöstra delen av landet, 300 km norr om huvudstaden Aten. Zarkadiá ligger 156 meter över havet och antalet invånare är 598.
Terrängen runt Zarkadiá är kuperad åt nordväst, men åt sydost är den platt. Runt Zarkadiá är det ganska tätbefolkat, med 54 invånare per kvadratkilometer. Närmaste större samhälle är Chrysoúpolis, 5,8 km sydost om Zarkadiá. Trakten runt Zarkadiá består till största delen av jordbruksmark.